# Courtepin
Courtepin (toponimo francese; in tedesco Curtepy) è un comune svizzero di 5 416 abitanti del Canton Friburgo, nel distretto di Lac.

## Geografia fisica
Comprende una parte del Lago di Schiffenen.

## Storia
Il 1° gennaio  2003 ha inglobato il comune soppresso di Courtaman e il 1º gennaio 2017 quelli di Barberêche, Villarepos (che a sua volta il 1º gennaio 1983 aveva inglobato il comune soppresso di Chandossel) e Wallenried.

## Monumenti e luoghi d'interesse
- Chiesa cattolica di Nostra Signora del Rosario, eretta nel 1949-1951[1].

## Società

### Evoluzione demografica
L'evoluzione demografica è riportata nella seguente tabella:
Abitanti censiti

### Lingue e dialetti
Courtepin è un comune bilingue (francese e tedesco) a maggioranza francofona.

## Geografia antropica

### Frazioni
Le frazioni di Courtepin sono:
- Barberêche[5]
  - Breilles
  - Grand-Vivy[6]
  - Grimoine
  - Pensier
  - Petit-Vivy[6]
  - Villaret
- Chandossel[7]
- Courtaman[8]
- Courtepin
  - Quartier Neuf
  - Vieux Quartier
- Villarepos[9]
  - Plan
- Wallenried[10]

## Infrastrutture e trasporti
Courtepin è servito dall'omonima stazione e da quella di Pensier sulla ferrovia Friburgo-Morat-Ins.

## Amministrazione
Ogni famiglia originaria del luogo fa parte del comune patriziale che ha la responsabilità della manutenzione di ogni bene comune.